# グラッド・トゥ・ビー・アンハッピー
「グラッド・トゥ・ビー・アンハッピー」（英語: Glad to Be Unhappy）はロジャース&ハート（リチャード・ロジャース作曲、ロレンツ・ハート作詞）のポピュラーソング、ジャズ・スタンダード。

## 概要
1936年初演のミュージカル『オン・ユア・トーズ』のために作られた楽曲である。このミュージカルの曲としては「ゼアズ・スモール・ホテル」も知られる。
本曲は、ビリー・ホリディやフランク・シナトラが取り上げたことで、ジャズ・スタンダードとしても定着した。

## 解説
ヴァース（前ふり）16小節とコーラス24小節。コーラスはAメロ、Bメロ、Aダッシュメロ各8小節で構成されている。
歌詞は失恋型のラヴ・ソングであり、何度も挑戦し、それで報われなくとも、愛する人のためなら喜ぶといったもので、人生の年輪や深みを感じさせる歌手や演奏者でないと説得力が出ない。

## 代表的なカバー
- エリック・ドルフィー『アウトワード・バウンド』（1960年） - ゆっくりとしたテンポでテーマを演奏し、小鳥のさえずりのようなソロへとつなげる[1]。
- フランク・シナトラ『イン・ザ・ウィー・スモール・アワーズ（英語版）』（1955年） - キャピトル期の代表作の1つといえるバラード集。大人の男性の哀愁を切々と歌い上げる[1]。
- ウィントン・マルサリス『スタンダード・タイムVol.5：ミッドナイト・ブルース（英語版）』（1998年） - ストリングスアレンジ[1]。